# Gianfranco Gaspari
Gianfranco Gaspari (Cortina d'Ampezzo, 5 agosto 1938) è un ex bobbista italiano, atleta ampezzano attivo negli anni sessanta.

## Carriera sportiva

### Nazionale
Gianfranco, già riserva azzurra della squadra di bob ai mondiali del 1960, 1961 e 1965, esordisce come pilota della nazionale italiana di bob ai mondiali di bob di Cortina d'Ampezzo nel 1966. In quell'occasione gareggiava con l'equipaggio Italia 2 in coppia con Leonardo Cavallini e vinse la medaglia d'argento dietro all'equipaggio Italia 1 di Eugenio Monti e Sergio Siorpaes. In totale Gianfranco ha preso parte a due Olimpiadi, tre campionati mondiali e un campionato europeo collezionando una medaglia d'oro, due d'argento e una di bronzo ai mondiali e un oro agli europei:
CAMPIONATI
- Olimpiadi
  - 1968 Grenoble  6º classificato nel bob a quattro con Leonardo Cavallini, Giuseppe Rescigno e Andrea Clemente
  - 1972 Sapporo  4º classificato nel bob a due con Mario Armano
  - 1972 Sapporo  8º classificato nel bob a quattro con Luciano De Paolis, Roberto Zandonella e Mario Armano
- Mondiali
  - 1966 Cortina d'Ampezzo  2°  classificato nel bob a due con Leonardo Cavallini
  - 1969 Lake Placid  3°  classificato nel bob a due con Mario Armano
  - 1969 Lake Placid  2°  classificato nel bob a quattro con Sergio Pompanin, Roberto Zandonella e Mario Armano
  - 1971 Cervinia  1°  classificato nel bob a due con Mario Armano
- Europei
  - 1970 Cortina d'Ampezzo  1°  classificato nel bob a due con Mario Armano

### Campionati italiani
Gaspari partecipa ai campionati italiani di bob, affermandosi come pilota del Bob Club Cortina e conquistando nove medaglie:
- 1958  nel bob a quattro con Sergio Zardini, Franceschi e Raffaele Menardi
- 1964  nel bob a due con Leonardo Cavallini
- 1964  nel bob a quattro con Leonardo Cavallini, Paolo Gaspari e Renato Zardini
- 1965  nel bob a due con Leonardo Cavallini
- 1965  nel bob a quattro con Roberto Zandonella, Bruno Menardi e Renato Zardini
- 1966  nel bob a due con Leonardo Cavallini
- 1966  nel bob a quattro con Cremaschini, Eugenio De Zordo e Leonardo Cavallini
- 1969  nel bob a due con Mario Armano
- 1969  nel bob a quattro con Roberto Zandonella, Ross e Mario Armano

## Altro
In seguito ad un incidente avvenuto la sera dell'11 gennaio 1982 nella pista olimpica di bob di Cortina d'Ampezzo in cui rimase gravemente ferito al volto il bobbista Mario Marazzo Gaspari insieme a Giorgio Cardini è stato denunciato in quanto dirigente del Bob Club Cortina. Nella causa è stata denunciata anche la Federazione Italiana Sport Invernali (FISI). La federazione e il club erano responsabili della pista e pertanto responsabili della sicurezza della stessa. Dopo molti anni di contenzioso in cui era subentrata anche la provincia autonoma di Bolzano il 13 febbraio 2009 Gaspari e tutti i denunciati sono stati prosciolti.

## Riconoscimenti
A Gianfranco Gaspari nel 1971 gli viene assegnata la Medaglia d'oro al valore atletico
 Medaglia d'oro al valore atletico 1971